# 赤穂市立赤穂西中学校
赤穂市立赤穂西中学校（あこうしりつ あこうにしちゅうがっこう）は、兵庫県赤穂市塩屋にある公立中学校。

## 沿革
- 1947年（昭和22年）4月20日 - 赤穂町立赤穂西中学校創立。
- 1951年（昭和26年）9月1日 - 赤穂市が発足したことに伴い、赤穂市立赤穂西中学校となる。

## 部活動

### 運動部
- 野球部
- 女子バレーボール部
- 男子ソフトテニス部
- 卓球部
- 剣道部
- 陸上競技部
- サッカー部

### 文化部
- 吹奏楽部
- 文化部

## 校区
- 赤穂市立塩屋小学校
- 赤穂市立赤穂西小学校

## 校区が隣接している学校
- 赤穂市立赤穂中学校
- 赤穂市立坂越中学校
- 赤穂市立有年中学校
- 岡山県備前市立三石中学校
- 岡山県備前市立日生中学校